# Агийи-Иронси, Джонсон
Джонсон Томас Умуннакве Агийи-Иронси (англ. Johnson Thomas Umunnakwe Aguiyi-Ironsi; 3 марта 1924, Умуахия или Ibeku West, Абиа — 29 июля 1966, Ибадан или Lalupon) — нигерийский генерал, пришедший к власти в результате военного переворота 15 января 1966 года, положившего конец режиму первой нигерийской республики.

## Биография
Джонсон Агийи-Иронси родился в Умуахиа, ныне главном городе штата Абиа, в семье народности игбо. В британской армии с 1942 года. Окончил колледж сухопутных войск в Кимберли и Имперский колледж обороны (Великобритания). В 1960 году в чине подполковника командовал нигерийским контингентом, посланным на разрешение Конголезского кризиса, а затем миротворческим контингентом ООН по поддержанию мира в Конго. Бригадный генерал с 1964 года.
После прихода к власти предпринял попытку объединения страны в унитарное государство, разделённое на провинции. Декрет об объединении от мая 1966 года, вёл к упразднению региональной системы правления, что привело к массовому возмущению и погрому на Севере.
Через полгода правления был смещён и убит в результате военного переворота генерала Говона.